# Frantz Jørgensen
Frantz Oscar Jørgensen (ur. 3 sierpnia 1881 w Kopenhadze, zm. 17 stycznia 1973 we Frederiksbergu) – szermierz reprezentujący Danię, uczestnik letnich igrzysk olimpijskich w Londynie w 1908 roku.